# Корумба
Корумба́ (порт. Corumbá) — місто та однойменний муніципалітет в бразильському штаті Мату-Гросу-ду-Сул, за 425 км (місто) на північний захід від Кампу-Гранді, столиці штату.

## Історія
Засноване як військова застава і колонія в 1778 році, місце набуло особливого значення з відкриттям річки Парагвай для міжнародної торгівлі після Війни Потрійного Альянсу (1865–1870).

## Географія
Муніципалітет має населення близько 101 089 мешканців (2006), а разом з муніципалітетом Ладаріо, територію якого він оточує — 118 тис. Економіка заснована переважно на сільському господарстві, тваринництві, добуванні корисних копалин і туризмі. Муніципалітет розташований на території найбільшої заболоченої області світу — Пантаналу, місто інколи називають Столицею Пантаналу.

## Клімат
Клімат території муніципалітету: волога тропічна зона. У відповідності до класифікації кліматів Кеппена відноситься до категорії Aw (клімат саван).

## Галерея

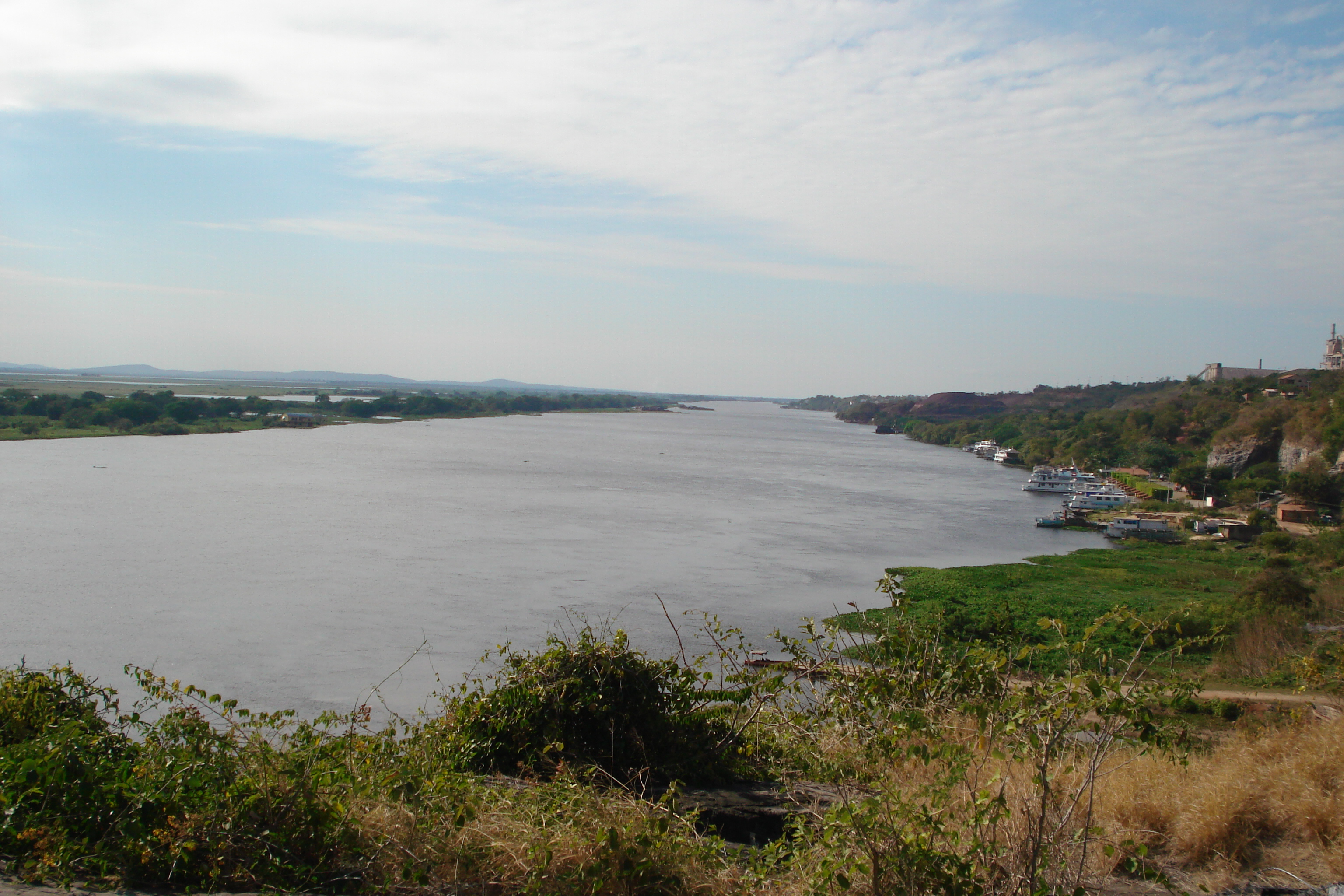
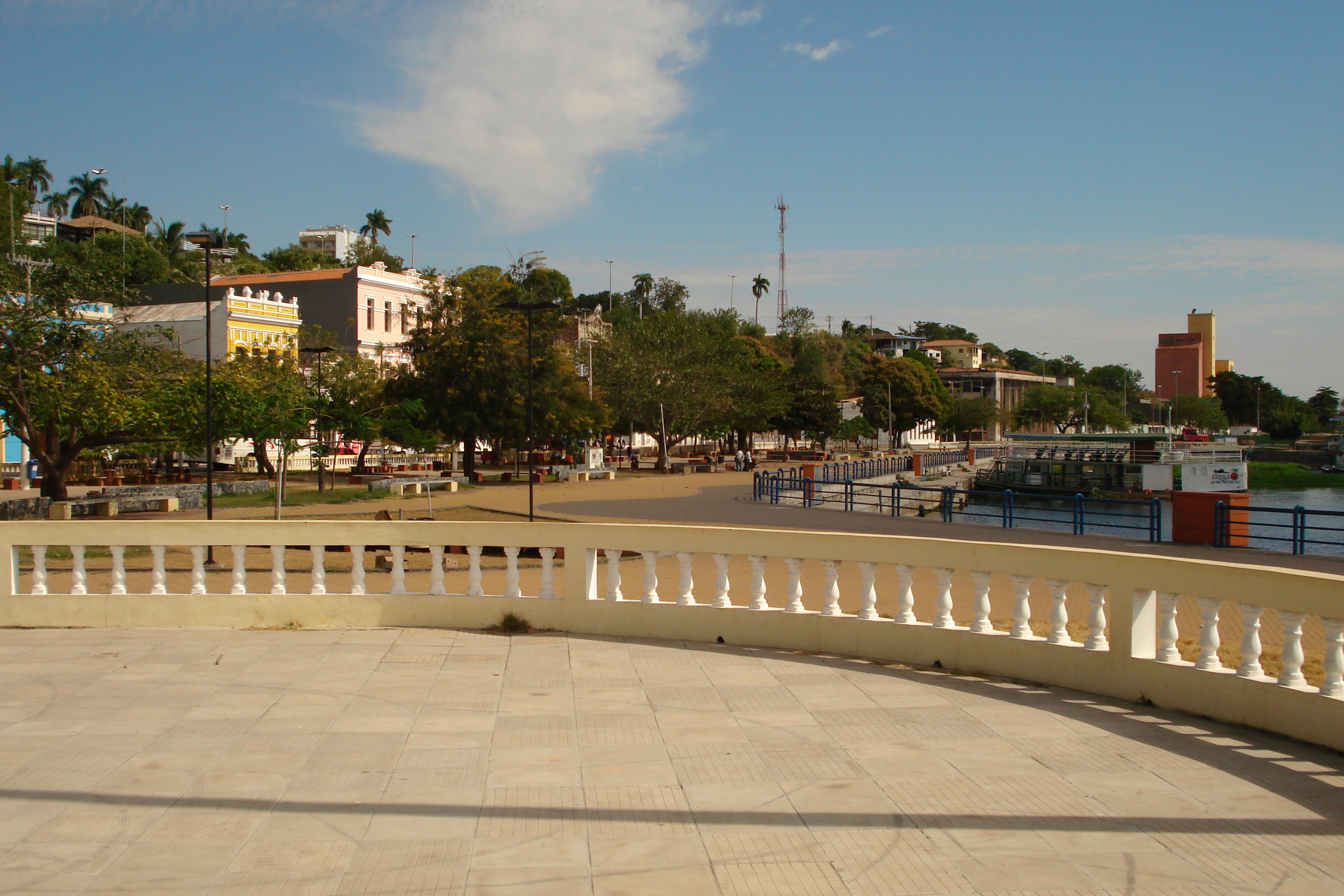
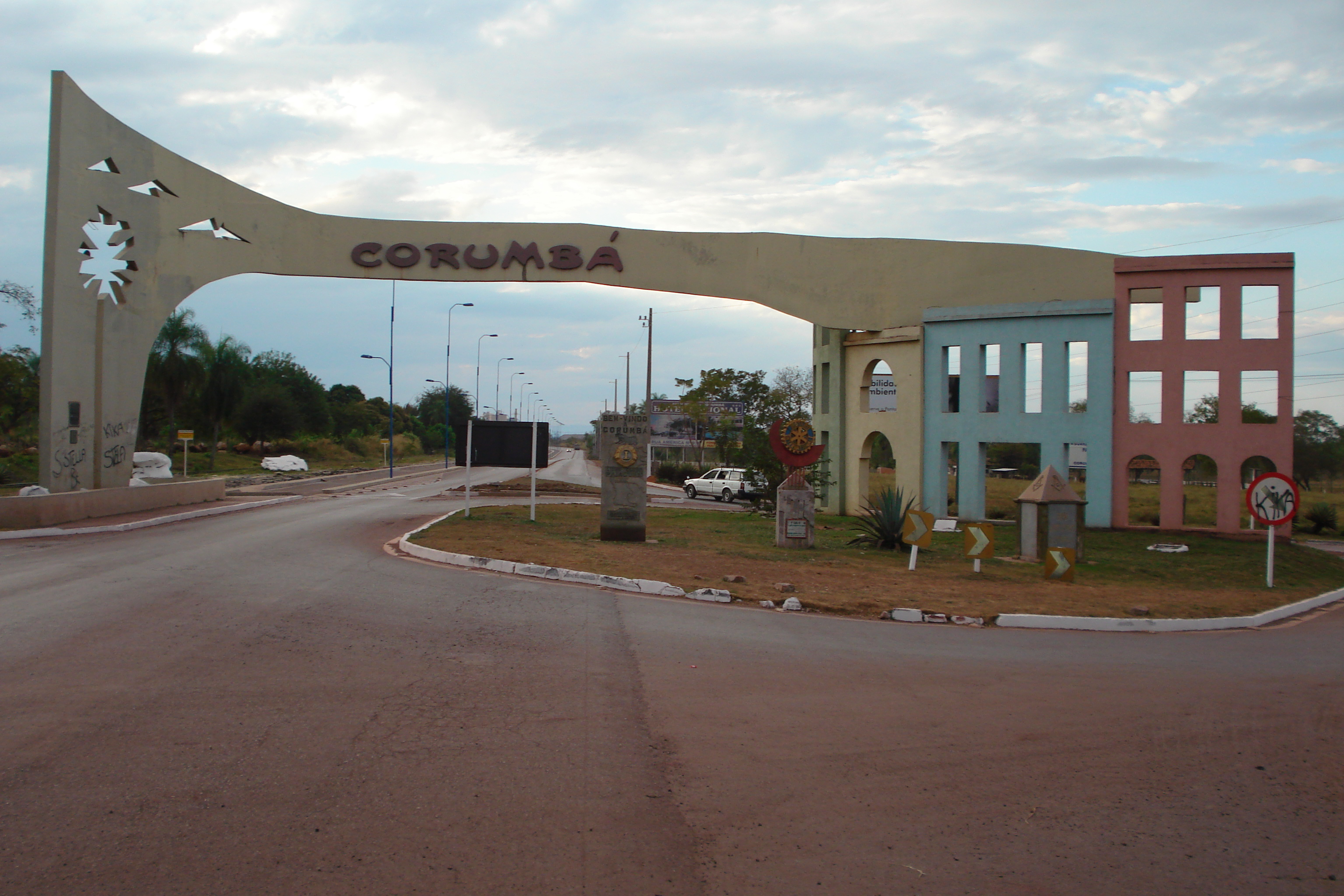
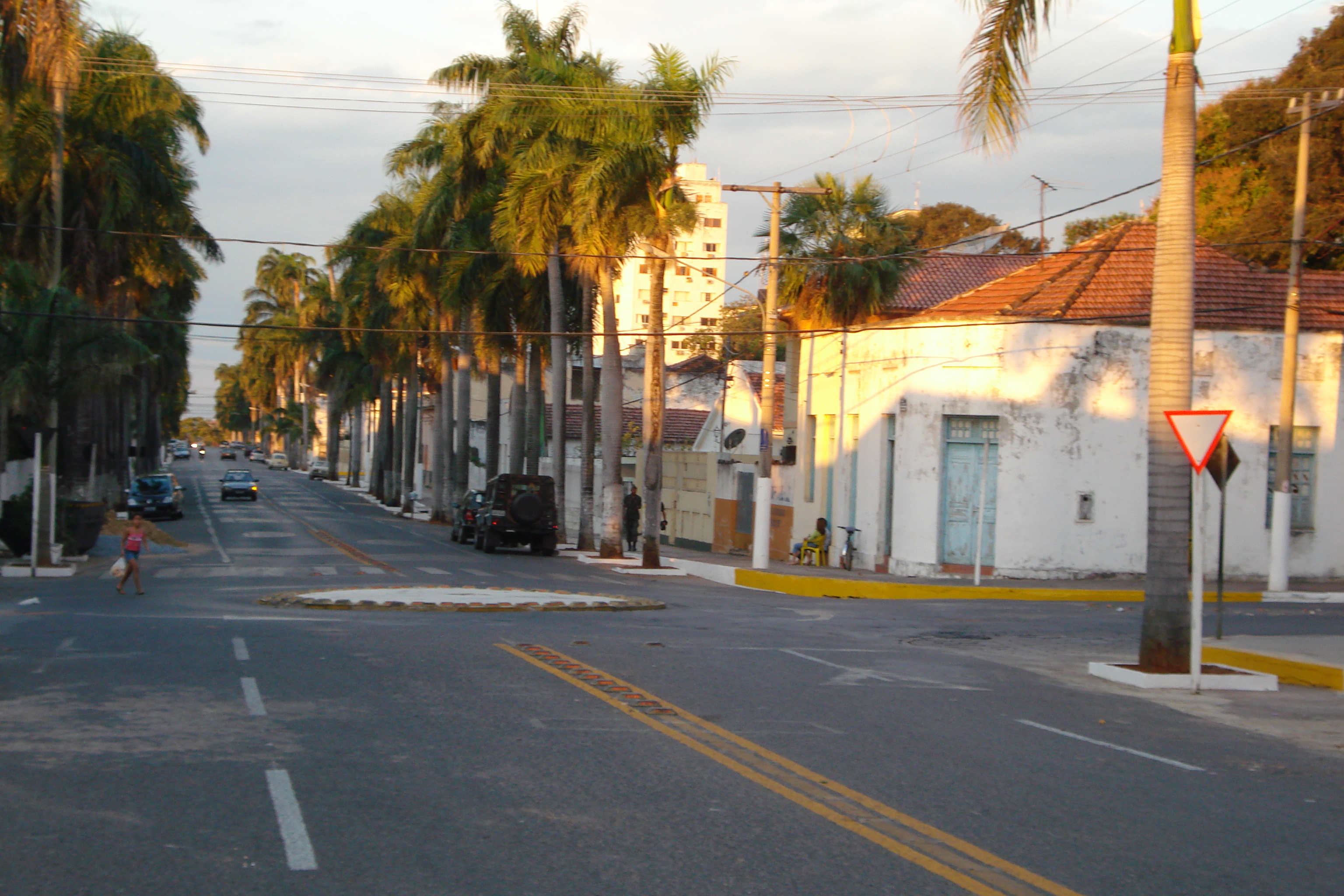
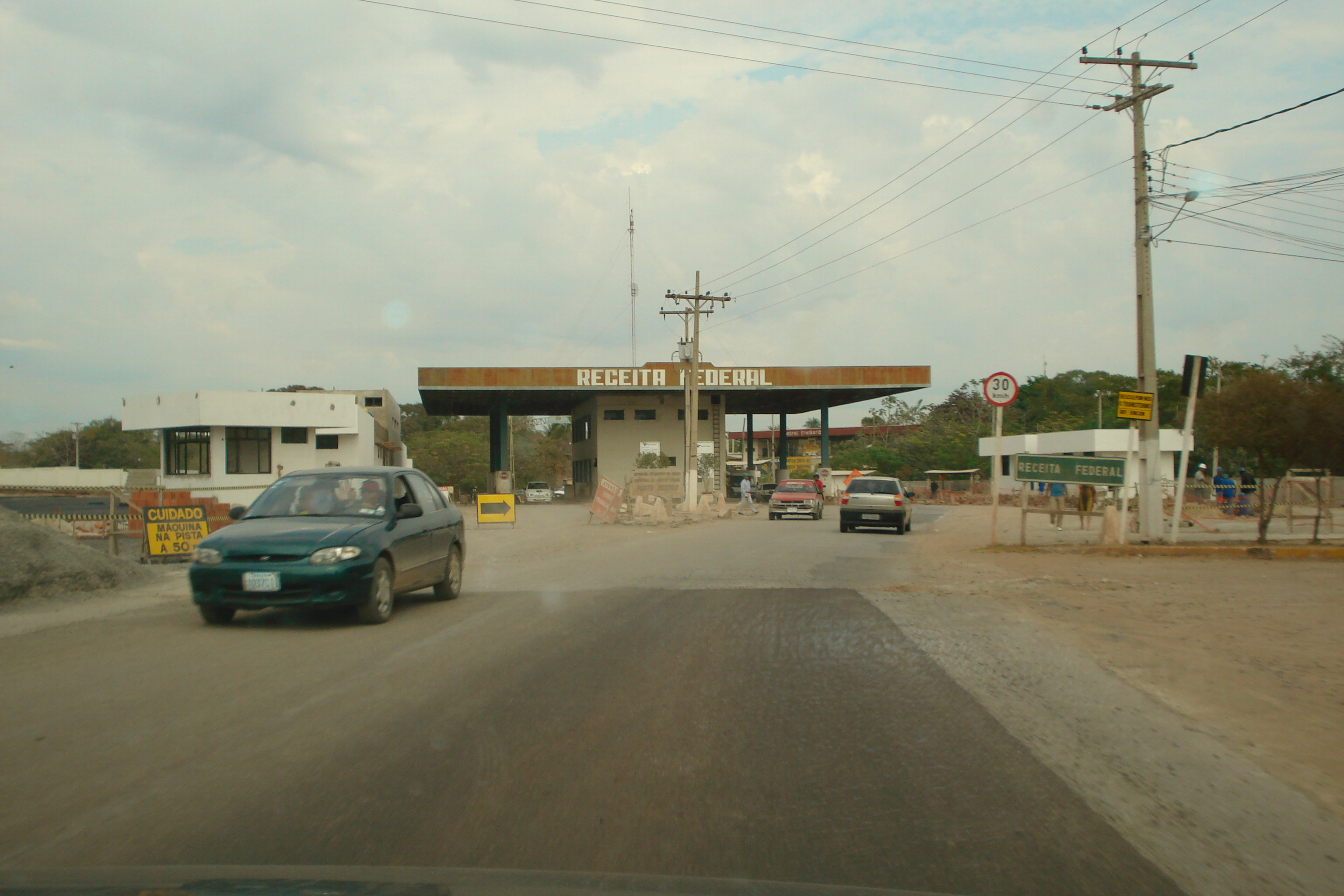